# Fiktionsbescheinigung

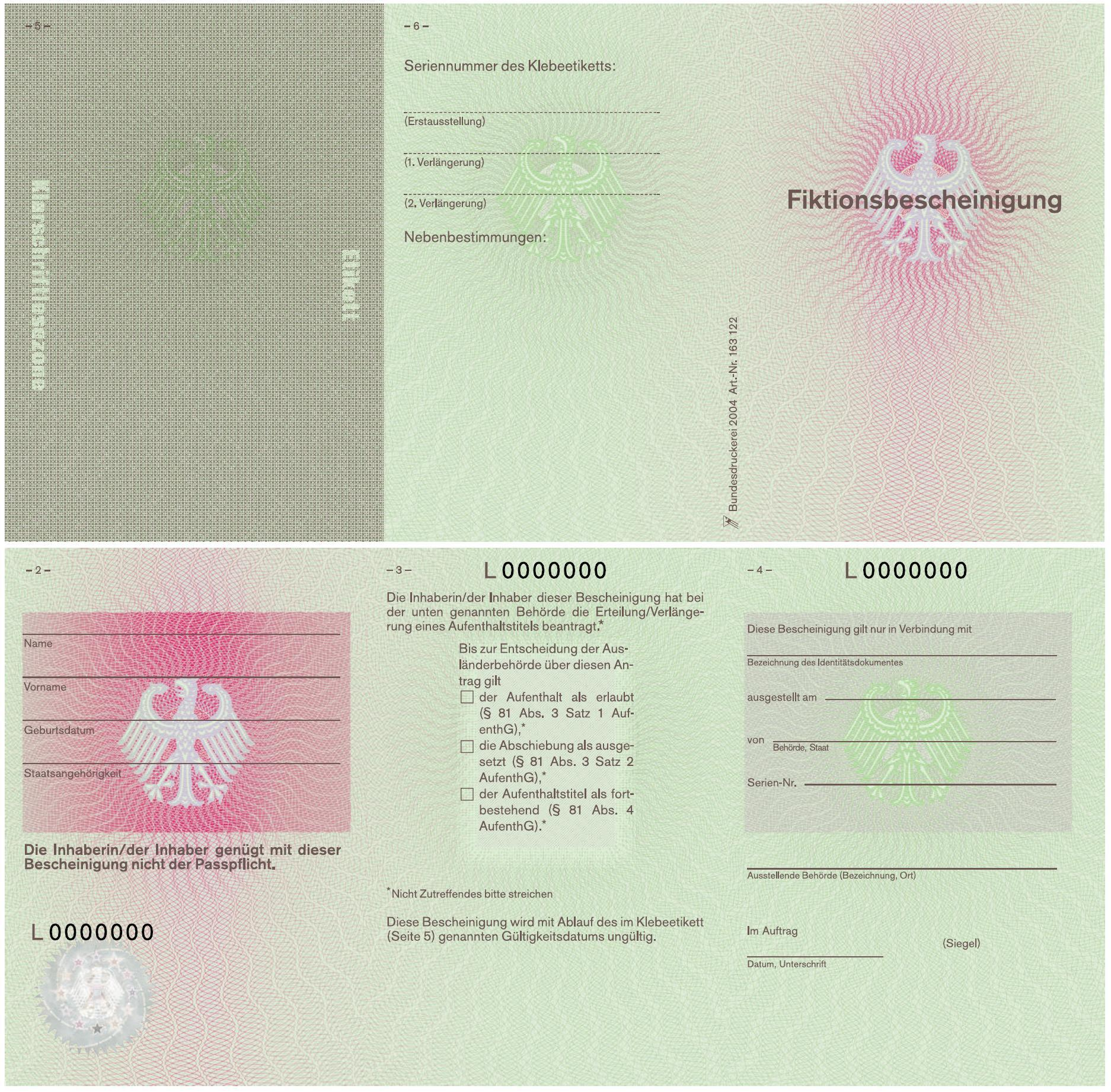
Muster des Trägervordrucks einer Fiktionsbescheinigung (Vor- und Rückseite)

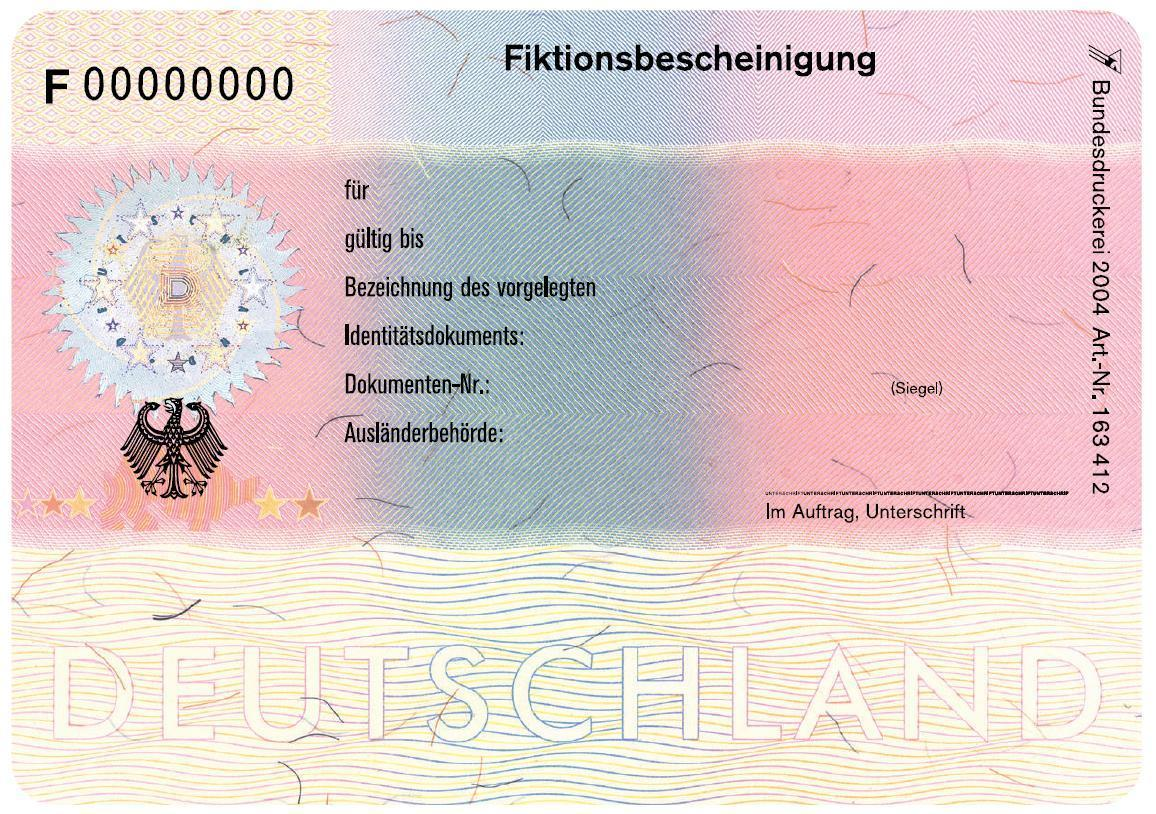
Klebeetikett für Fiktionsbescheinigung

Mit einer Fiktionsbescheinigung (von lateinisch fictio ‚Annahme‘, ‚Fiktion‘) weisen Ausländer in Deutschland das Bestehen eines vorläufigen Aufenthaltsrechts nach, das mit dem bei der Ausländerbehörde gestellten Antrag auf Erteilung oder Verlängerung einer Aufenthaltserlaubnis häufig entsteht. Die Fiktionsbescheinigung wird regelmäßig für den Zeitraum erteilt, in dem die Ausländerbehörde den gestellten Antrag auf eine Aufenthaltserlaubnis prüft. Die Bezeichnung „Fiktionsbescheinigung“ bezieht sich auf die juristische Fiktion des Fortbestands des bisherigen Aufenthaltsrechts, solange der Antrag auf eine Aufenthaltserlaubnis geprüft wird und noch nicht beschieden ist (auch „Fortgeltungsfiktion“ genannt). In dieser Phase ist der Aufenthalt nach Ablauf der bisherigen Aufenthaltserlaubnis oder des bisher erlaubnisfreien Aufenthalts weiterhin rechtmäßig; das Aufenthaltsrecht ist von nun an aber nur noch ein vorläufiges und damit kein gesichertes mehr.

## Anwendungsbereich
Fiktionsbescheinigungen kommen bei Ausländern in Betracht, die nicht der europäischen Freizügigkeit unterliegen, also aus europäischer Sicht sog. Drittstaatsangehörige sind.
Nicht ausgestellt wird die Fiktionsbescheinigung an Unionsbürger oder Bürger eines übrigen Staates des Europäischen Wirtschaftsraumes (EWR) (Island, Liechtenstein und Norwegen) und an die bei ihnen lebenden nahen Familienangehörigen, sofern diese selbst die Staatsangehörigkeit eines EU- bzw. EWR-Staates besitzen. Diesem Personenkreis steht bereits aufgrund Europarechts (aufenthaltsrechtliche Freizügigkeit nach Art. 21 des Vertrags über die Arbeitsweise der Europäischen Union (AEUV), Arbeitnehmerfreizügigkeit nach Art. 45 AEUV) ein Aufenthaltsrecht zu. Sie benötigen keine Aufenthaltserlaubnis, sodass auch vorläufige Aufenthaltsrechte, die durch eine Fiktionsbescheinigung nachgewiesen werden, nicht entstehen können. EWR-Bürger und ihre Familienangehörigen konnten sich ihren Aufenthaltsstatus bis 28. Januar 2013 durch eine Freizügigkeitsbescheinigung bestätigen lassen; inzwischen gibt es für sie überhaupt kein Aufenthaltsdokument mehr.
Familienangehörige von Freizügigkeitsberechtigten, die nicht Staatsangehörige eines EWR-Staates sind, erhalten eine Aufenthaltskarte, die jedoch lediglich deklaratorischer Natur ist. Seit dem 24. November 2020 wird diesem Personenkreis auf Antrag hin eine Fiktionsbescheinigung ausgestellt, sofern ein Dokument mit elektronischem Speicher- und Verarbeitungsmedium noch nicht zur Überlassung bereitsteht (§ 11 Abs. 4 Satz 1 FreizügG/EU). Handelt es sich um nahestehende Personen im Sinne von § 3a Abs. 1 FreizügG/EU, findet § 81 AufenthG entsprechende Anwendung (§ 11 Abs. 4 Satz 2 FreizügG/EU).
Staatsangehörige der Schweiz und die bei ihnen lebenden Familienangehörigen, auch wenn diese Drittstaatsangehörige sein sollten, erhalten aufgrund des Freizügigkeitsabkommens EG-Schweiz vom 21. Juni 1999 eine Aufenthaltserlaubnis mit dem besonderen Eintrag Aufenthaltserlaubnis-CH. Obwohl auch bei diesem Personenkreis die Aufenthaltserlaubnis-CH nur deklaratorischer Natur ist, erhalten sie mit der Antragstellung eine gebührenfreie Fiktionsbescheinigung.
Bei türkischen Staatsangehörigen kommt es darauf an, ob sie ein assoziationsrechtliches Aufenthaltsrecht nach dem ARB 1/80 besitzen oder nicht. Im ersten Fall wird ihnen nach der bisherigen Verwaltungspraxis weiterhin eine Fiktionsbescheinigung ausgestellt, die jedoch – wie bei den Bescheinigungen für EU-Bürger – nur deklaratorischer Natur ist. Die Bescheinigung ist gleichwohl einzuholen, weil § 4 Abs. 5 AufenthG von diesem Personenkreis verlangt, den Nachweis des Bestehens eines assoziationsrechtlichen Aufenthaltsrechts über eine Aufenthaltserlaubnis – und ggf. über eine Fiktionsbescheinigung – zu führen.
Bei türkischen Staatsangehörigen, die nicht unter den ARB 1/80 fallen, gilt normales Aufenthaltsrecht. Aufenthalt in Deutschland ohne Aufenthaltserlaubnis, Visum oder wenigstens vorläufiges Aufenthaltsrecht ist bei diesem Personenkreis eine Straftat (§ 95 Abs. 1 Nr. 2 AufenthG). Hier hat das vorläufige Aufenthaltsrecht nach der Rechtsprechung konstitutive, also rechtsbegründende Wirkung.

## Voraussetzungen und Rechtsgrundlage
Die Fiktionsbescheinigung ist lediglich ein Nachweis über das Bestehen des vorläufigen Aufenthaltsrechts. Das vorläufige Aufenthaltsrecht entsteht bereits durch die Erfüllung der gesetzlichen Tatbestandsmerkmale des § 81 Abs. 3 oder 4 AufenthG, nicht erst mit der Aushändigung der Fiktionsbescheinigung. Konsequenterweise bescheinigt die Fiktionsbescheinigung nach dem Gesetzeswortlaut des § 81 Abs. 5 AufenthG die „Wirkungen der Antragstellung“. Sie ist kein Aufenthaltstitel (vgl. § 4 Abs. 1 Satz 2 AufenthG). Die fehlerhafte (irrtümliche) Ausstellung einer Fiktionsbescheinigung begründet daher kein vorläufiges Aufenthaltsrecht.

## Ausstellungsformen
Die Fiktionsbescheinigung wird grundsätzlich in fünf Varianten erteilt:
- fiktiv erlaubter Aufenthalt (§ 81 Abs. 3 Satz 1 AufenthG),
- fiktive Aussetzung der Abschiebung (§ 81 Abs. 3 Satz 2 AufenthG),
- fiktiv fortbestehender Aufenthaltstitel (§ 81 Abs. 4 AufenthG)
- für Familienangehörige von EWR-Bürgern auf Antrag hin (§ 11 Abs. 4 Satz 1 FreizügG/EU)
- für nahestehende Personen von EWR-Bürgern (§ 11 Abs. 4 Satz 2 FreizügG/EU i. V. m. § 81 AufenthG).

Die jeweilige Variante wird auf Seite 3 des Trägervordrucks angekreuzt.

### Fiktiv erlaubter Aufenthalt (§ 81 Abs. 3 Satz 1 AufenthG)
Ein fiktiv erlaubter Aufenthalt – auch Erlaubnisfiktion genannt – liegt bei jemandem vor, der im Status des rechtmäßigen Aufenthalts in Deutschland die Erteilung eines Aufenthaltstitels beantragt, ohne jedoch zu dieser Zeit bereits Inhaber eines förmlichen Aufenthaltstitels (Aufenthaltserlaubnis, Visum) zu sein.
Von dieser Regelung begünstigt sind die Staatsangehörigen einiger mit Deutschland befreundeter Länder, die sowohl für Kurz- als auch für Daueraufenthalte vom Erfordernis der Einholung eines Visums befreit sind. Sie können sich bis zu 90 Tagen visumfrei in Deutschland aufhalten und in dieser Zeit in Deutschland ggf. eine Aufenthaltserlaubnis für einen längeren Aufenthalt beantragen. Gemäß § 41 AufenthV sind dies Staatsangehörige von Australien, Israel, Japan, Kanada, Neuseeland, Südkorea, USA sowie – mit bestimmten Einschränkungen – von Andorra, Brasilien, El Salvador, Honduras, Monaco und San Marino.
Auch Drittstaatsangehörige mit dem Aufenthaltstitel eines anderen Schengen-Staates fallen unter diese Regelung. Denn ihnen ist es gemäß Art. 20, 21 Schengener Durchführungsübereinkommen (SDÜ) erlaubt, sich bis zu 90 Tagen innerhalb von 180 Tagen in jedem anderen Vertragsstaat, also auch in Deutschland, aufzuhalten, ohne dafür einen deutschen Aufenthaltstitel zu benötigen. Sie sind nicht im Besitz eines Aufenthaltstitels im Sinne von § 81 Abs. 4 AufenthG, da mit dieser Vorschrift nur deutsche Aufenthaltstitel gemäß § 4 Abs. 1 Satz 2 AufenthG gemeint sind. Ein Marokkaner, der eine französische Aufenthaltserlaubnis hat, darf sich daher bis zu 90 Tagen auch in Deutschland aufhalten. Beantragt er in dieser Zeit eine deutsche Aufenthaltserlaubnis, gilt sein Aufenthalt bis zur Entscheidung der Ausländerbehörde als erlaubt, und er erhält eine Fiktionsbescheinigung.
Keine Fiktionsbescheinigung erhalten dagegen Personen, die für einen Kurzaufenthalt bis zu 90 Tagen visumfrei nach Deutschland eingereist sind (sogenannte Positivstaater) und aus diesem Status heraus die Erteilung einer Aufenthaltserlaubnis für einen Daueraufenthalt beantragen. Der Kreis der Staatsangehörigen dieser Länder geht aus dem Anhang II der EU-Visum-Verordnung – reduziert um die in § 41 AufenthV genannten Länder – hervor. Personen, die für Kurzaufenthalte bis zu 90 Tagen visumfrei einreisen dürfen, verlieren das Privileg der Visumfreiheit, wenn sie bei der Einreise bereits beabsichtigt hatten, länger zu bleiben. Ihr Aufenthalt ist dann von Anfang an visumpflichtig, und sie halten sich, wenn sie kein Visum für einen Daueraufenthalt besitzen, illegal in Deutschland auf. Dieser Personenkreis erhält im Falle eines Antrags auf eine Aufenthaltserlaubnis keine Fiktionsbescheinigung, weil ihm regelmäßig vorgehalten wird, schon bei der Einreise einen Daueraufenthalt geplant zu haben. Dieser Personenkreis riskiert mit dem Antrag auf eine Aufenthaltserlaubnis zugleich den rückwirkenden Verlust des visumfreien Aufenthalts.
Mit einer Fiktionsbescheinigung, die die Erlaubnisfiktion bescheinigt, ist nach der allgemeinen Verwaltungsvorschrift zum Aufenthaltsgesetz, an die die Grenzbehörden gebunden sind, nach erfolgter Ausreise keine Wiedereinreise möglich. Die Literatur teilt diese Sichtweise allerdings nicht. Praktische Relevanz hat dieser Streit oft nicht, weil in vielen Fällen nach der Wiedereinreise ein neues vorläufiges Aufenthaltsrecht entsteht.

### Fiktive Aussetzung der Abschiebung (§ 81 Abs. 3 Satz 2 AufenthG)
Eine Bescheinigung über die fiktiv ausgesetzte Abschiebung (auch „Duldungsfiktion“ genannt), erhält derselbe Personenkreis wie vorstehend, wenn er den Antrag erst nach Ablauf des höchstzulässigen Aufenthalts von 90 Tagen stellt. Die Wirkungen der Duldungsfiktion bestimmen sich analog § 60a Abs. 2 AufenthG: Der Aufenthalt ist in dieser Phase nicht mehr rechtmäßig – und wird es auch nach Antragstellung nicht –, sondern lediglich geduldet, was bedeutet, dass der Betroffene nicht abgeschoben werden kann. Dieser Status unterliegt denselben Restriktionen wie die förmliche Duldung nach § 60 a Abs. 2 AufenthG:
- Kein rechtmäßiger Aufenthalt, sondern grundsätzliche Ausreisepflicht (§ 60 a Abs. 3 AufenthG),
- Erlöschen der Fiktion mit der Ausreise aus dem Bundesgebiet (§ 60 a Abs. 5 Satz 1 AufenthG),
- Beschränkung des Aufenthalts auf das jeweilige Bundesland (§ 61 Abs. 1 Satz 1 AufenthG).

### Fiktiv fortbestehender Aufenthaltstitel (§ 81 Abs. 4 AufenthG)

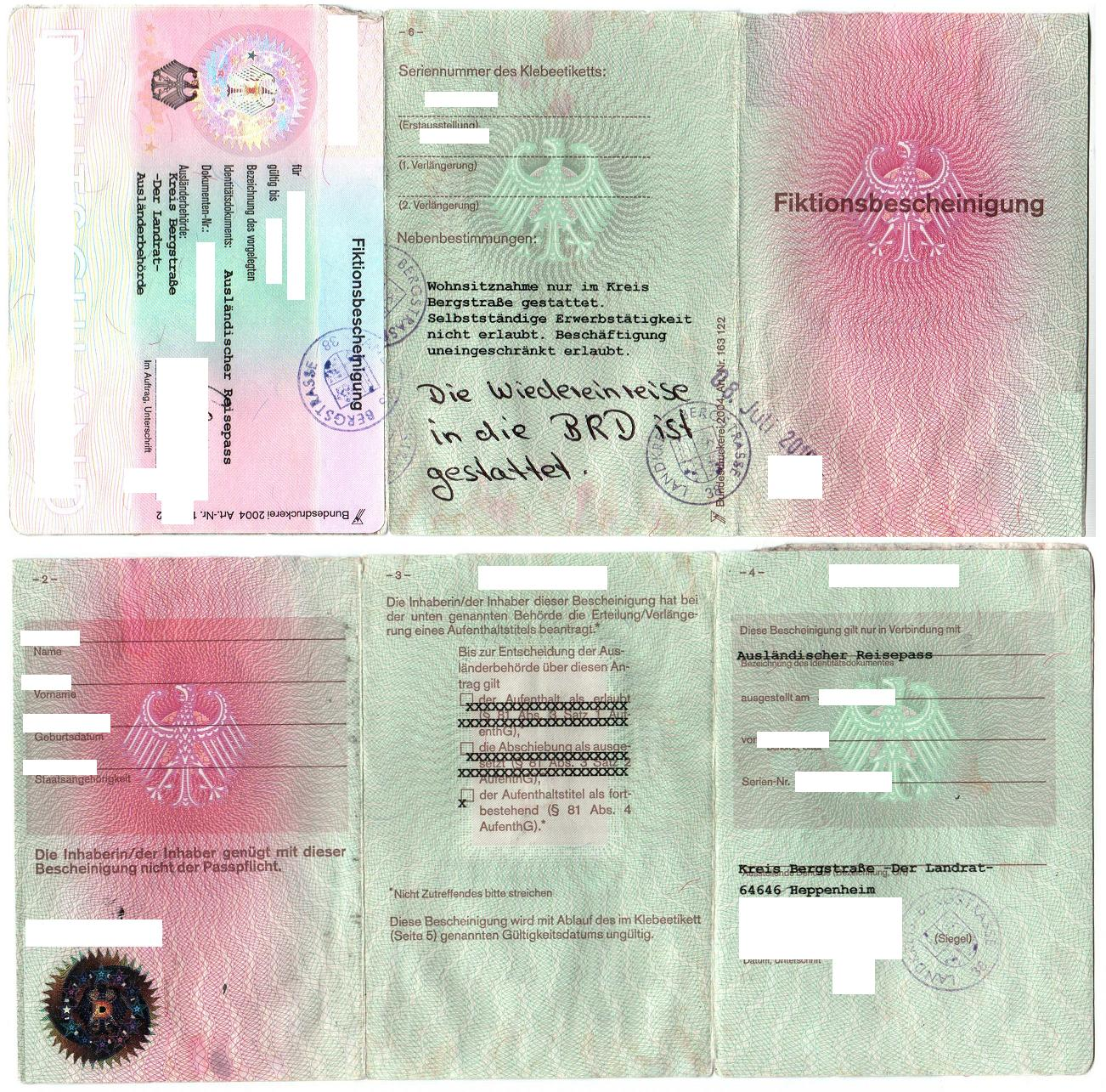
Fiktionsbescheinigung nach § 81 Abs. 4 AufenthG (Vorder- und Rückseite) mit aufgetragenem Klebeetikett, Wohnsitzauflage und Gestattung der Beschäftigung. Personenbezogene Daten sind gelöscht.

Eine Fiktionsbescheinigung über den fiktiv fortbestehenden Aufenthaltstitel – auch Fortgeltungsfiktion genannt – erhalten Inhaber eines befristeten Aufenthaltstitels (in der Regel einer Aufenthaltserlaubnis oder eines nationalen Visums). Wird ein Antrag auf Verlängerung des bestehenden Aufenthaltstitels oder auf Erteilung eines anderen Aufenthaltstitels vor dessen Ablauf gestellt, gilt der bisherige Aufenthaltstitel einstweilen als fortbestehend. Der weitere Aufenthalt ist dann mit denselben Maßgaben wie denen des erloschenen Aufenthaltstitels rechtmäßig.
Diese Variante hat der Gesetzgeber mit Wirkung vom 1. Januar 2005 eingeführt, weil es seitdem Aufenthaltstitel gibt, die nicht nur ein Aufenthaltsrecht gewähren, sondern zugleich die beschäftigungsrechtliche Seite des Aufenthalts, nämlich das Recht, einer Erwerbstätigkeit nachgehen zu können, regeln („Beschäftigung bei der Fa. XY als … gestattet.“). Die beiden Varianten des § 81 Abs. 3 AufenthG hätten hier allein nicht ausgereicht, weil der Erwerbstätige nicht nur ein Recht zum Aufenthalt benötigt, sondern auch ein Recht zum Arbeiten.
Unter die Erlaubnisfiktion fallen neben den Inhabern von Aufenthaltserlaubnissen, Blauer Karte EU, Erlaubnis zum Daueraufenthalt-EU und der Niederlassungserlaubnis auch Personen, die mit einem nationalen Visum (sogenanntes D-Visum zum Zwecke eines späteren Daueraufenthalts, z. B. zur Familienzusammenführung) nach Deutschland eingereist sind.
Nicht unter die Regelung fallen die Inhaber eines Schengen-Visums (sogenanntes C-Visum) oder eines Flughafentransitvisums. Ein C-Visum erhalten die sogenannten Negativstaater, mithin Staatsangehörige der Staaten, die in dem Anhang I der EU-Visum-Verordnung gelistet sind, und die bereits für Kurzaufenthalte bis zu 90 Tagen visumpflichtig sind. Beantragen sie nach der Einreise als Inhaber eines C-Visums die Erteilung einer Aufenthaltserlaubnis, ist die Erlaubnisfiktion kraft Gesetzes ausgeschlossen (§ 81 Abs. 4 Satz 2 AufenthG). Sie erhalten daher keine Fiktionsbescheinigung. Ein solcher Antragsteller riskiert überdies, dass sein Schengen-Visum ungültig gestempelt wird, weil sein Aufenthaltserlaubnisantrag nahelegt, dass er schon im Zeitpunkt der Einreise einen längeren Aufenthalt geplant hatte.
Welches vorläufige Aufenthaltsrecht jemand besitzt, der die Verlängerung oder Neuerteilung erst nach Ablauf des Aufenthaltstitels beantragt, war lange Zeit umstritten. Der Gesetzgeber hat diesen Fall – trotz eines entsprechenden Entwurfs in der Vorlage der Bundesregierung – nicht geregelt. Das Bundesverwaltungsgericht hat am 22. Juni 2011 entschieden, dass ein auch nur um einen Tag verspäteter Verlängerungsantrag das vorläufige Aufenthaltsrecht nicht entstehen lässt. Der weitere Aufenthalt ist dann nicht mehr rechtmäßig und auch nicht wenigstens geduldet; es fehlt vielmehr an jeglichem Status. Dass der viele Jahre im Bundesgebiet lebende ausländische Arbeitnehmer wegen der Nachlässigkeit einer verspäteten Antragstellung auf Verlängerung seiner Aufenthaltserlaubnis nicht einmal Abschiebungsschutz genießt, ja sogar die Berufstätigkeit sofort einstellen muss, weil er auch nicht mehr arbeiten darf, wurde als unbefriedigend empfunden. Mit Wirkung vom 1. August 2012 ist dieses Problem einer Lösung zugeführt worden: Durch den neu eingefügten § 81 Abs. 4 Satz 2 AufenthG (infolge einer weiteren Gesetzesänderung inzwischen: § 81 Abs. 4 Satz 3 AufenthG) kann die Ausländerbehörde nun zur Vermeidung einer unbilligen Härte die Fortgeltungswirkung des bisherigen Aufenthaltstitels in einem Verspätungsfall anordnen.
Die Fortgeltungsfiktion erlischt nicht automatisch mit der Ausreise, sondern nur nach Maßgabe der allgemeinen Erlöschensgründe für Aufenthaltstitel. Laut Visumhandbuch des Auswärtigen Amtes berechtigt eine auf dem offiziellen Trägervordruck ausgestellte Fiktionsbescheinigung in Verbindung mit einem abgelaufenen Aufenthaltstitel oder Visum zur Wiedereinreise nach Deutschland nach einem vorübergehenden Aufenthalt im Ausland und auch zum vorübergehenden Aufenthalt im Schengen-Raum.

### Folgen einer fehlerhaft ausgestellten Fiktionsbescheinigung
Die komplizierte Kasuistik der vorläufigen Aufenthaltsrechte führt nicht selten zu fehlerhaft ausgestellten Bescheinigungen. Solche rechtswidrig ausgestellten Bescheinigungen haben keine über den geschaffenen Rechtsschein hinausgehende Wirkung. Nach der Rechtsprechung des Bundesverwaltungsgerichts ist die Fiktionsbescheinigung kein Verwaltungsakt, sondern lediglich die Dokumentation des bestehenden Rechtszustands. Sie hindert nicht, auf die wahre Rechtslage zurückzugreifen. Eine falsche Fiktionsbescheinigung kann somit jederzeit formlos eingezogen werden.

## Abgrenzung zu anderen Formen des vorläufigen Aufenthalts, jedoch ohne Fiktionsbescheinigung
In einigen Fällen sieht der Gesetzgeber den Aufenthalt auch schon vor Erteilung einer Aufenthaltserlaubnis als rechtmäßig an, ohne dass der Betroffene im Besitz einer Aufenthaltserlaubnis sein müsste. Der Aufenthalt ist in diesen Fällen bereits kraft Gesetzes, auch schon vor Beantragung des Aufenthaltstitels, rechtmäßig. Der Betroffene hat ein vollwertiges Aufenthaltsrecht und erhält deswegen keine Fiktionsbescheinigung.
Folgende Fälle kommen in Betracht:
- Asylberechtigter, Flüchtling oder Subsidiär Schutzberechtigter ab Anerkennung bis zur Erteilung der Aufenthaltserlaubnis (§ 25 Abs. 1 Satz 3 und § 25 Abs. 2 Satz 2 AufenthG),
- im Inland geborenes Kind ausländischer Eltern, dessen Mutter und Vater sich mit einem Visum oder ohne Visum erlaubt aufhalten bis zum Ablauf des Visums oder des erlaubnisfreien Aufenthalts der Eltern (§ 33 Satz 3 AufenthG),
- im Bundesgebiet geborene Kinder, deren Eltern eine Aufenthaltserlaubnis haben; diese benötigen kein vorläufiges Aufenthaltsrecht, weil ihnen von Amts wegen eine Aufenthaltserlaubnis zu erteilen ist und sie bereits mit der Geburt ein Aufenthaltsrecht haben (§ 33 Satz 2 AufenthG),
- bei Personen, die die deutsche Staatsangehörigkeit verloren haben und innerhalb von sechs Monaten nach Kenntniserlangung vom Verlust der Staatsangehörigkeit einen Antrag auf eine Aufenthaltserlaubnis stellen, bis zur Antragstellung (vgl. § 38 Abs. 1 Satz 3 AufenthG); nach Antragstellung entsteht ein vorläufiges Aufenthaltsrecht gemäß § 81 Abs. 3 AufenthG.

## Vorläufiges Aufenthaltsrecht in anderen Fällen
Liegt keine der Voraussetzungen des § 81 AufenthG vor, entsteht durch die Antragstellung kein vorläufiges Aufenthaltsrecht. Der Betroffene ist ausreisepflichtig und muss die Bescheidung seines Antrags ggf. im Heimatland abwarten. Er hat jedoch die Möglichkeit, beim Verwaltungsgericht den Erlass einer einstweiligen Anordnung mit dem Ziel, die Abschiebung einstweilen auszusetzen, zu beantragen (§ 123 VwGO). Eine einstweilige Anordnung ergeht jedoch nur selten und nur zur Abwendung einer Härte, denn der Gesetzgeber hat über die Vorschrift des § 81 AufenthG gerade geregelt, in welchen Fällen er es gestatten will, die Bescheidung des Antrags im Bundesgebiet abwarten zu dürfen.

## Dauer des vorläufigen Aufenthaltsrechts
Das vorläufige Aufenthaltsrecht erlischt in allen drei Fällen mit der Entscheidung der Ausländerbehörde über den Verlängerungs- oder Ersterteilungsantrag. Wird die begehrte Aufenthaltserlaubnis erteilt, geht das vorläufige Aufenthaltsrecht in ein endgültiges, ggf. befristetes, über.
Wird der Antrag abgelehnt, haben Widerspruch und Anfechtungsklage hiergegen keine aufschiebende Wirkung (§ 84 Abs. 1 Nr. 1 AufenthG). Um weiter in Deutschland bleiben zu können, müsste der Betroffene entweder Widerspruch bei der Behörde einlegen oder – wenn ein Widerspruchsverfahren nicht vorgesehen ist – beim zuständigen Verwaltungsgericht klagen und zusätzlich einen Antrag auf Anordnung der aufschiebenden Wirkung (§ 80 Abs. 5 VwGO) stellen. In der Schwebezeit bis zur abschließenden Entscheidung über den Eilantrag erhält der Betroffene im Allgemeinen eine verfahrensbezogene Duldung nach § 60 a AufenthG, kann also erst einmal bleiben.
Hat der Eilantrag keinen Erfolg, muss der Betroffene ausreisen. Hat der Eilantrag Erfolg, erhält der Antragsteller die Fiktionsbescheinigung nicht zurück. Denn Widerspruch und Anfechtungsklage lassen die Wirksamkeit der aufenthaltsbeendenden Maßnahme unberührt (§ 84 Abs. 2 Satz 1 AufenthG), was bedeutet, dass das vorläufige Aufenthaltsrecht der ersten und dritten Variante auch bei einem erfolgreichen Eilantrag nicht wieder auflebt; der Betroffene erhält nur noch eine Duldung nach § 60 a AufenthG, was ihn zumindest davor bewahrt, abgeschoben zu werden. In den Fällen des § 81 Abs. 4 AufenthG bleibt dem Betroffenen zusätzlich die Möglichkeit erhalten, die bisherige Erwerbstätigkeit fortzuführen. Während des anhängigen Eilverfahrens und nach erfolgreichem Eilantrag gilt der bisherige Aufenthaltstitel für Zwecke der Aufnahme oder Ausübung einer Erwerbstätigkeit nämlich als fortbestehend (§ 84 Abs. 2 Satz 2 AufenthG).
Die Zeit ab der Antragsablehnung durch die Ausländerbehörde wird allerdings rückwirkend rechtmäßig, wenn das Verwaltungsgericht im späteren Hauptsacheverfahren (Klage) die Entscheidung der Ausländerbehörde aufhebt und diese zur Erteilung oder Verlängerung der Aufenthaltserlaubnis verpflichtet. In diesen Fällen wird der Betroffene so gestellt, als habe er sich während der ganzen Zeit rechtmäßig aufgehalten (§ 84 Abs. 2 Satz 3 AufenthG).
Hintergrund des kompliziert verschachtelten Systems der vorläufigen Aufenthaltsrechte ist die Verhinderung einer Aufenthaltsverfestigung durch die bloße Einlegung von Rechtsmitteln. Niemand soll durch die Nutzung gerichtlicher Rechtsschutzmöglichkeiten einen aufenthaltsrechtlichen Vorteil (z. B. bei Ansprüchen, die bestimmte Voraufenthaltszeiten zur Voraussetzung haben, wie Niederlassungserlaubnis oder Einbürgerung) erlangen; es sei denn, der Rechtsschutzantrag war berechtigt.
Eine ähnliche Regelung gilt für Aufenthaltserlaubnisantragsteller, die in der Prüfungsphase ihres Antrags bei der Ausländerbehörde zusätzlich auch einen Asylantrag beim Bundesamt für Migration und Flüchtlinge stellen: Alle vorläufigen Aufenthaltsrechte oder Befreiungen vom Erfordernis einer Aufenthaltserlaubnis erlöschen mit Asylantragstellung (§ 55 Abs. 2 AsylG). Asylbewerber erhalten keine Fiktionsbescheinigung, sondern eine Aufenthaltsgestattung.

## Frühere Rechtslage
Das heutige System der vorläufigen Aufenthaltsrechte wurde in seinen wesentlichen Zügen schon am 1. Januar 1991 durch das an diesem Tag in Kraft getretene Ausländergesetz 1990 (AuslG 1990) eingeführt. Der seinerzeitige § 69 AuslG 1990 sah ähnliche Regelungen vor wie heute § 81 AufenthG. Er unterschied sich ganz wesentlich von der Rechtslage vor dem 1. Januar 1991. Seinerzeit galt noch § 21 Abs. 3 des Ausländergesetzes von 1965 (AuslG 1965), der anordnete:

„Beantragt ein Ausländer nach der Einreise die Aufenthaltserlaubnis, so gilt sein Aufenthalt bis zur Entscheidung der Ausländerbehörde vorläufig als erlaubt. Widerspruch und Anfechtungsklage haben keine aufschiebende Wirkung. Das gleiche gilt, wenn der Ausländer die Verlängerung der Aufenthaltserlaubnis beantragt.“

Nach dieser Regelung führte jeder Antrag auf eine Aufenthaltserlaubnis zu einem vorläufigen Aufenthaltsrecht, ganz gleich aus welchem Status und wann dieser gestellt wurde. Einen vorläufig geduldeten Status gab es seinerzeit nicht. Hatte nach Antragablehnung ein Eilantrag vor dem Verwaltungsgericht Erfolg, erlangte der Betroffene den Status des vorläufig erlaubten Aufenthalts zurück. Denn auch eine § 84 AufenthG vergleichbare Vorschrift gab es damals nicht.

## Bedeutung des alten Rechts des § 21 Abs. 3 AuslG 1965 für türkische Staatsangehörige heute
Obwohl das AuslG 1965 am 31. Dezember 1990 außer Kraft trat, hat es für türkische Staatsangehörige nach wie vor Bedeutung. Für türkische Arbeitnehmer sieht nämlich Art. 13 ARB 1/80 eine sogenannte „Stand-Still-Klausel“ vor. Die Mitgliedstaaten der Europäischen Union dürfen für türkische Arbeitnehmer und ihre Familienangehörigen, deren Aufenthalt und Beschäftigung in ihrem Hoheitsgebiet ordnungsgemäß sind, keine neuen Beschränkungen der Bedingungen für den Zugang zum Arbeitsmarkt einführen. Die Vorschrift hat auch aufenthaltsrechtliche Bedeutung. Die hierzu ergangene Rechtsprechung des Europäischen Gerichtshofs hat bereits einige Verwaltungsgerichte veranlasst, die längst außer Kraft getretene Vorschrift wieder zu „reaktivieren“ und sie auf türkische Staatsangehörige erneut anzuwenden, weil sie gegenüber dem geltenden Recht des § 81 AufenthG deutlich günstiger ist. Ober- und höchstrichterliche Rechtsprechung sind hierzu jedoch noch nicht ergangen. Wie diese Erkenntnis in der Praxis umzusetzen wäre, ist ebenfalls unklar, da das amtliche Muster der Fiktionsbescheinigung die Variante des vorläufig erlaubten Aufenthalts nach § 21 Abs. 3 AuslG 1965 nicht vorsieht.

## Erteilungsform
Die Fiktionsbescheinigung wird in Papierform als dreiteiliges Faltblatt erteilt. Fiktionsbescheinigungen als elektronischer Aufenthaltstitel sind nicht vorgesehen.

## Kosten
Für die Fiktionsbescheinigung wird nach § 47 Abs. 1 Nr. 8 Aufenthaltsverordnung (AufenthV) eine Gebühr von 20 Euro, ab 1. September 2017 von 13 Euro erhoben. Für Minderjährige werden 10 Euro erhoben (§ 50 Abs. 1 Satz 1 AufenthV).
Von der Gebühr befreit sind:
- Schweizer Staatsbürger (§ 52 Abs. 2 Satz 6 AufenthV),
- assoziationsberechtigte Personen gem. Assoziationsrecht EU-Türkei (§ 52a Abs. 3 Nr. 3 AufenthV),
- anerkannte Asylberechtigte und Flüchtlinge (§ 52 Abs. 3 Nr. 3 AufenthV),
- Studenten, die ein Stipendium aus öffentlichen Mitteln erhalten und ihre Familienangehörigen (§ 52 Abs. 5 Nr. 3 AufenthV),
- SGB II- und SGB XII-Leistungsempfänger und Empfänger von Leistungen nach dem AsylbLG (§ 53 Abs. 1 Nr. 5 AufenthV).

Darüber hinaus kann die Gebühr in Einzelfällen unter bestimmten Voraussetzungen erlassen oder ermäßigt werden (§ 52 Abs. 6 und 7 AufenthV).